# Учхоз (Пермский край)
Учхоз (ранее — подсобное хозяйство Учхоз) — деревня в Кудымкарском районе Пермского края. Входила в состав Степановского сельского поселения. Располагается примерно в 5 км севернее от города Кудымкара. По данным Всероссийской переписи населения 2010 года, в деревне проживало 68 человек (33 мужчины и 35 женщин). В деревне 4 улицы: Зелёная, Народная, Речная и Центральная.